# Robert Dunlop
Robert Dunlop (Ballymoney, 12 de noviembre de 1956 - 15 de mayo de 2008) fue un piloto de motociclismo de velocidad británico, hermano menor del también piloto Joey Dunlop, y que, como él, falleció en competición. Su hijo William Dunlop sufrió heridas mortales como resultado de un accidente en los entrenamientos del Skerries 100 en Dublín el 7 de julio de 2018.

## Carrera
Después de iniciarse en circuitos menores, Dunlop hizo su debut en las carreras de carretera en 1979 en la Temple 100. Su primera aparición en el Cookstown 100 fue en 1980, pilotando una Yamaha de 347cc. Su primera competición como profesional fue en Aghadowey en 1981. Dunlop estableció la vuelta récord en Cookstown 100, donde ganó por primera vez en 1985, en la carrera reservada para 250cc, con una velocidad promedio de 88,57 mph (142,54 km/h) y por delante de Gary Cowan (EMC) y Noel Hudson (Rotax). Su año más exitoso fue en 1987 cuando fue el "Man of the Meeting" ganando las carreras del TT de 125, 350 y 1000 cc. Otras cuatro de las 125 victorias llegaron en 1988, 1989, 1991 y 1993 con un total de 8 victorias en este evento.
En 1989, ganó el Gran Premio de Macao con una Honda 500, venciendo a Phillip McCallen y Steve Hislop, ambos con una Honda 750. Al año siguiente, se unió al equipo de carreras JPS Norton, para correr con una Norton equipada con motor rotatorio. Con esta marca, consiguió una de las 3 victorias en la Supercopa MCN (las otras dos fueron para Terry Rymer). Dunlop ganó la North West 200 y terminó tercero en la categoría F1 del Tourist Trophy de la Isla de Man.
En 1994 Dunlop sufrió una grave lesión en el TT cuando la rueda trasera de su Honda RC45 aparentemente sin ningún motivo, se desintegró. Sufrió múltiples heridas y tuvo mucha suerte de sobrevivir al accidente. Su larga estancia en el hospital y su posterior recuperación no le permitieron continuar la temporada y también empezar la de 1995. Muchos pensaron que después del grave accidente se retiraría, habiendo perdido también parcialmente la movilidad en una pierna, que se quedó más corta que la otra. A pesar de la rehabilitación, el único reglamento que aún le permitía correr era la cilindrada de 125cc y Dunlop eligió el Cookstown 100 para su regreso. El 20 de abril de 1996 terminó noveno, en una carrera ganada por su hermano Joey. Aunque nunca ganó esta carrera, sus participaciones se repitieron en los años siguientes y obtuvo buenas clasificaciones: 3.º en 1997, 4.º en 1998, 3.º en 2002 y 2.º en 2004.
Debido al dolor y al empeoramiento progresivo de su pierna, el 16 de diciembre de 2003 Dunlop anunció que se retiraría al final de la temporada 2004 (a los 43 años), afirmando también que quería ganar el TT y el North West 200 y pasando el testigo a sus hijos William y Michael. Robert corrió el último Tourist Trophy en 2004.
El 8 de febrero de 2005 fue el primer piloto elegido para el '"Salón de la Fama de la Motocicleta Irlandesa"' '. En la ceremonia, Dunlop anunció que pronto sería operado de la pierna lesionada en 1994 y que, si todo iba bien, le gustaría volver a competir en 2006. Ese mismo año consiguió la North West 200 por 15.ª vez, estableciendo el récord general de victorias.

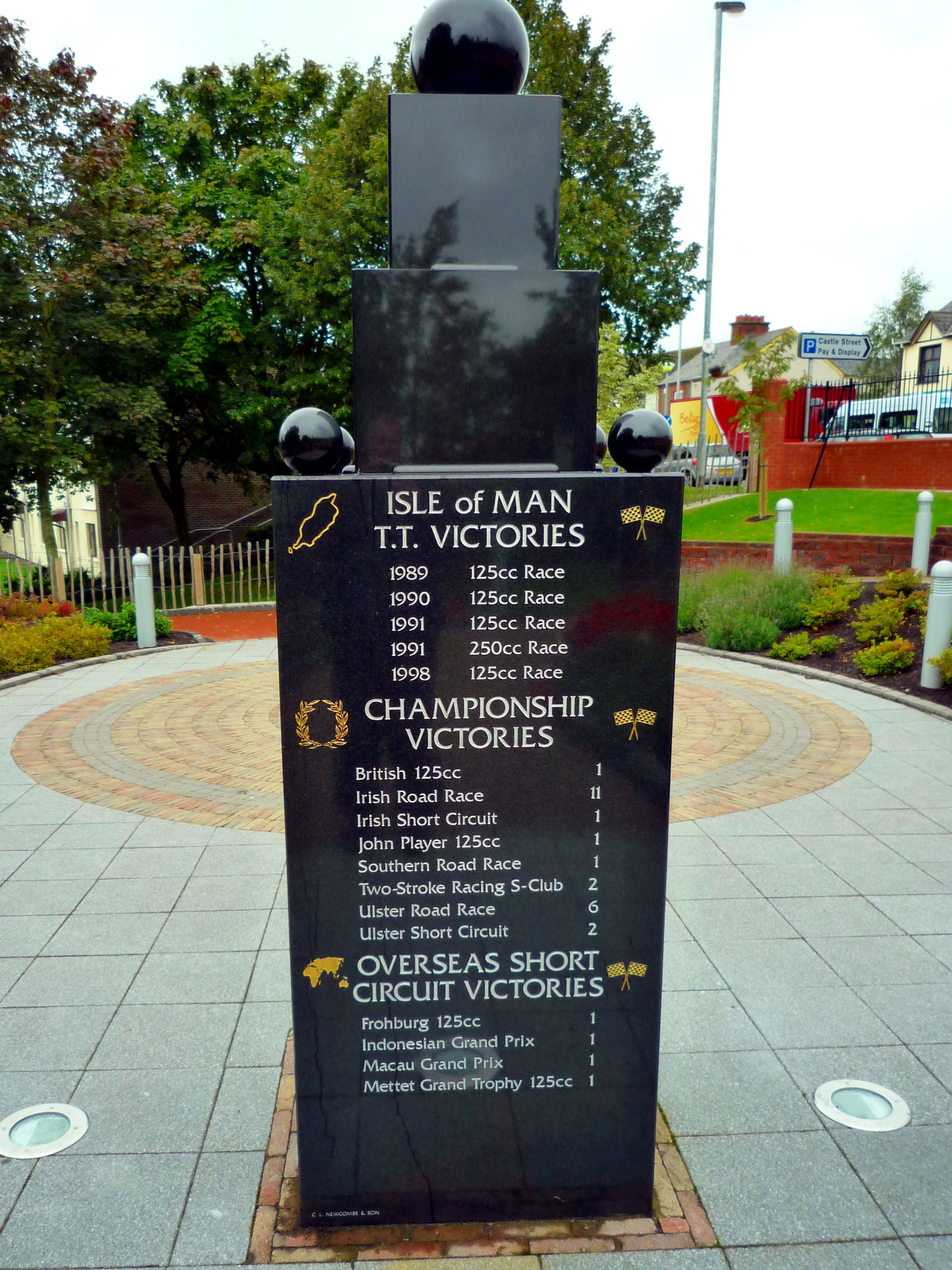
Memorial y jardines en Ballymoney en homenaje a Robert Dunlop

El 15 de mayo de 2008 durante la clasificación para el North West 200, Dunlop se cayó cerca de Mather's Cross a 260 km/h y fue atropellado por Darren Burns, que le seguía a poca distancia. Eso le provocó la muerte instantánea.

### Registro de TT
Dunlop ganó su primer TT en 1989 en la categoría de 125cc con una vuelta récord de 165 km/h. En 1990 repitió el éxito en la misma cilindrada con un nuevo récord de velocidad (167.51 km/h). En 1991 logró dos victorias: la tercera en 125 (con una nueva vuelta récord a 171.73 km/h de promedio), y la victoria de Junior TT en 184.89 km/h. En 1992 terminó segundo en 125 y tercero en Junior y Senior y en 1993 fue segundo en 125.
Después del accidente de 1994 no volvió a competir en el TT hasta 1997, cuando terminó tercero en 125. En 1998 ganó la carrera de Ultra Lightweight TT, mientras que en 1999 terminó quinto. En 2000 fue tercero en Ultra Lightweight TT a bordo de una Honda

### Reconocimiento
En febrero de 2006, se nombró a Robert y a su hermano Joey con los títulos honoríficos de la Universidad del Ulster por sus logros en el motociclismo.